# 新梅雷法
49°43′53″N 35°57′20″E / 49.73139°N 35.95556°E
新梅雷法（烏克蘭語：Нова Мерефа）是位於烏克蘭東部的村莊，由哈爾科夫州哈爾科夫區的新沃多拉哈市鎮負責管轄。該村面積0.6平方公里，海拔高度106米，2001年人口510，人口密度每平方公里850人。